# Іттіфок (Восейський район)
Іттіфо́к (тадж. Иттифоқ) — село у складі Хатлонської області Таджикистану. Входить до складу Туґарацького джамоату Восейського району.
Назва села означає «єднання».
Населення — 470 осіб (2010; 436 в 2009).